# Philyra fuliginosa
Philyra fuliginosa is een krabbensoort uit de familie van de Leucosiidae. De wetenschappelijke naam van de soort is voor het eerst geldig gepubliceerd in 1877 door Targioni-Tozzetti.